# Austroarcturus similis
Austroarcturus similis là một loài chân đều trong họ Holidoteidae. Loài này được Barnard miêu tả khoa học năm 1925.